# Ruth Zeifert
Ruth Zeifert (* 1972 in Frankfurt am Main) ist eine deutsch-israelische Soziologin und Autorin. In ihrer Forschung geht sie der Frage nach, was Menschen patrilinear jüdischer Herkunft (sogenannte Vaterjuden) in Deutschland mit dem Judentum bzw. Jüdischsein verbindet.

## Leben
Ruth Zeifert wuchs als Tochter eines jüdischen, in Israel geborenen Vaters und einer nichtjüdischen Mutter in einem kleinen hessischen Ort auf. Die Familie des Vaters war vor den Nationalsozialisten nach Palästina geflohen. Während ihrer Kindheit spielte die jüdische Religion keine Rolle. Doch regelmäßige Besuche von Familienmitgliedern aus Israel und antisemitische Erfahrungen bewirkten bei ihr eine Identifikation mit dem Judentum. Sie studierte von 1993 bis 1999 Soziologie in Frankfurt. Nach dem Diplomabschluss arbeitete sie als Projektmanagerin im Bereich Internetkonzeption. 2016 wurde sie promoviert.
Seit 2008 lebt sie mit ihrem Ehemann in München, ist Mutter von zwei Töchtern (geboren 2009 und 2011) und gehört der Liberalen jüdischen Gemeinde an. Ehrenamtlich engagierte sie sich in der überregionalen Forschungsgruppe am Sigmund-Freud-Institut zu den psychosozialen Spätfolgen der Shoa und war als zweite Vorsitzende der Deutsch-israelischen Gesellschaft München tätig.

## Forschung
In einem Artikel von 2006 erörterte Ruth Zeifert das Identitätsdilemma, in dem sie sich selbst befand. Sie fühlte sich als Jüdin, war aber in der jüdischen Gemeinschaft nicht als Jüdin anerkannt, da nach den Vorgaben der Halacha die Zugehörigkeit zum jüdischen Volk nur durch die Abstammung von einer jüdischen Mutter oder durch eine rabbinische Konversion erlangt werden kann. Während einer Studienreise nach Israel beschloss sie, sich wissenschaftlich mit den sogenannten Vaterjuden zu beschäftigen, eine Thematik, die in der deutschsprachigen Forschungsliteratur bis dahin kaum berücksichtigt wurde. Mit einem Dissertationsstipendium des Evangelischen Studienwerks Villigst promovierte sie 2016 bei Lena Inowlocki und Micha Brumlik an der Goethe-Universität Frankfurt am Main. Ihre Dissertation erschien in einer überarbeiteten Version als Buch unter dem Titel Nicht ganz koscher. Vaterjuden in Deutschland. Zeifert untersucht darin die Identitätskonstruktionen dreier Generationen von Nachkommen jüdischer Väter und nichtjüdischer Mütter in Deutschland. Sie führte biografisch-narrative Interviews mit elf Personen, die zwischen 1922 und 1984 geboren wurden, Menschen, die von den Nationalsozialisten als sogenannte „Halbjuden“ oder „Jüdischer Mischling ersten Grades“ verfolgt worden waren, Menschen, die in der Nachkriegszeit in Ost- und Westdeutschland geboren wurden, und Enkel von Holocaust-Überlebenden, die so genannte Dritte Generation. Sie fragte sie nach vier Aspekten: religiöses Judentum, Familiengeschichte und Schoa, Antisemitismus und Israel – mit dem Ergebnis, dass die Befragten ihre jüdische Identität leben und tradieren, auch wenn sie oft als brüchig empfunden wird. Neben den Einblicken in die Gedankenwelt von „Vaterjuden“ enthalte ihr Buch auch eine „vielschichtige Auseinandersetzung mit der Geschichte der Patrilinearität im Judentum seit biblischen Zeiten“.
Ihre Studie knüpft an das 2010 erschienene Buch Wer ist Jude? von Heinrich C. Olmer an, dem damaligen Vorsitzenden der Israelitischen Kultusgemeinde Bamberg. Laut der Rezension von Alina Gromova eröffnet Zeiferts „bahnbrechende“ Monografie eine Diskussion über die Zugehörigkeit und den Umgang mit Juden, die sich außerhalb der halachischen Definition des Jüdischseins befinden. Als Zeifert Mitte der 2000er Jahre mit ihrer Forschung begann, habe es in Deutschland kaum Diskussionen zu der Thematik gegeben. Das Interesse an vaterjüdischen Familiengeschichten sei in der Wissenschaft, in jüdischen Institutionen und in der Literatur seitdem gewachsen, besonders aufgrund der Zuwanderung aus Nachfolgestaaten der Sowjetunion. Darauf weist die Rezensentin Darja Klingenberg vom Cornelia Goethe Centrum in Frankfurt hin. Nach Schätzung von Ruth Zeifert ist die Hälfte aller Kinder, die in Deutschland einen jüdischen Vater haben, nicht von einer jüdischen Mutter geboren; die meisten davon sind so genannte Kontingentflüchtlinge. In diesem politischen Klima leiste Zeiferts Studie „Pionierarbeit“.

## Schriften
- Spannungsfeld Identitätskonflikt: Patrilinear jüdisch. In: Aleksandra Lewicki (Hrsg.): Religiöse Gegenwartskultur zwischen Integration und Abgrenzung, Lit Verlag, Münster/Berlin 2012, ISBN 978-3-643-10496-0, S. 245–256
- Wir Juden, die Juden – ich Jude? Das Jüdische aus der jüdisch/nichtjüdischen Doppelperspektive von „Vaterjuden“. In: Juliane Sucker, Lea Wohl von Haselberg (Hrsg.): Bilder des Jüdischen. Selbst- und Fremdzuschreibungen im 20. und 21. Jahrhundert. De Gruyter, Berlin, Boston, Mass. 2013, ISBN 978-3-11-027645-9, S. 369–384.
- Nicht ganz koscher. Vaterjuden in Deutschland. Mit einem Vorwort von Micha Brumlik. Hentrich & Hentrich, Berlin 2017, ISBN 978-3-95565-208-1.
- Mit Ionka Senger und Regula Weil: Väter unser … Vaterjüdische Geschichten. Vandenhoeck & Ruprecht, Göttingen 2021, ISBN 978-3-525-40788-2.

Artikel
- Identitätsdilemma. Irgendwie jüdisch. Jüdische Allgemeine, 17. August 2006
- Sera Israel: Wir sind keine Nichtjuden! haGalil, 2. September 2021